# ایوو رودیتس
ایوو رودیتس (کرواتی: Ivo Rudic; ۲۴ ژانویهٔ ۱۹۴۲ – ۲۲ نوامبر ۲۰۰۹) بازیکن فوتبال کروات‌تبار اهل استرالیا بود.
وی عضو تیم ملی فوتبال استرالیا در جام جهانی فوتبال ۱۹۷۴ بوده‌است.